# Alfredo Vilchis
Alfredo Vilchis Roque (Ciudad de México, 1960) es un artista mexicano. Su trabajo se centra en la producción de exvotos contemporáneos, una interpretación de esas pinturas tradicionales hechas en su país como forma de agradecimiento a una figura religiosa. Es conocido como "Da Vilchis" o "El pintor del barrio".

## Biografía
De formación autodidacta, inició a pintar en 1986, luego de perder su empleo como albañil. Empezó a pintar pequeñas piezas de madera y corcholatas y las vendía en una calle en la Zona Rosa de la Ciudad de México, influenciado por los trazos de Diego Rivera y Frida Kahlo. Julián Ceballos Casco, del movimiento Tepito Arte Acá lo apoyó y le dio el apodo de "Da Vilchis".
En 2007 expuso su obra en el Museo del Louvre, con un trabajo curatorial hecho por Jean-Marie Gustav Le Clézio.

## Estilo
Además de diversas obras pictóricas, Vilchis centra su labor artística en la reinterpretación de los exvotos, pequeñas placas de acero pintadas de manera tradicional en México desde la Nueva España, como forma de agradecimiento por un milagro hecho por la divinidad. En estas obras aparecen situaciones de peligros sorteados, o de enfermedades curadas, y un texto que explica el porqué de dicha obra. Estas placas son colocadas en iglesias y santuarios.
Basado en estas expresiones, Vilchis ha pintado cerca de 4000 exvotos contemporáneos, en donde ha abarcado hechos de la historia de México y el mundo como la inmigración a los Estados Unidos, la diversidad sexual y hechos sociales como el Terremoto de México de 1985.